# 歐洲冬青
歐洲冬青（學名Ilex aquifolium）是一種原產於西歐及南歐、西北非洲及西南亞洲的冬青。
歐洲冬青是常綠樹，高達10-25米，樹幹直徑40-80厘米闊，樹皮呈灰色及光滑。葉子長5-12厘米及闊2-6厘米，形狀各有不同。幼樹及低枝上的葉子每邊有3-5條尖刺，交替指向上下；在較高的樹枝上的葉子有很少或沒有尖刺。
花朵是雌雄異株的，呈白色及有4瓣，由蜜蜂傳播花粉。果實呈紅色，直徑闊6-10毫米，有4個果核，一般在秋末成熟。果實因含有冬青素而味道非常苦，鳥類故此很少會吃它們，直至到了冬天結霜後，它們較為軟身才變得可口。

## 毒性
歐洲冬青的提取物可以令老鼠的血壓下降至致命水平。
冬青素可以令人類中毒，刺激胃部及小腸，並會對神經系統及心臟有害。成年人食用20顆歐洲冬青就足以致命。

## 醫藥用途
歐洲冬青很少在醫藥上被使用，但其可以利尿、減輕發燒的情況及有舒緩作用。
歐洲冬青含有皂苷、黃嘌呤可可鹼及冬青黃質。